# Zimmerius gracilipes
A Zimmerius gracilipes a madarak (Aves) osztályának a verébalakúak (Passeriformes) rendjébe és a királygébicsfélék (Tyrannidae) családjába tartozó faj.

## Rendszerezése
A fajt Philip Lutley Sclater és Osbert Salvin írták le 1867-ben, a Tyranniscus nembe Tyranniscus gracilipes néven.

## Alfajai
- Zimmerius gracilipes acer (Salvin & Godman, 1883)
- Zimmerius gracilipes gilvus (Zimmer, 1941)
- Zimmerius gracilipes gracilipes (P. L. Sclater & Salvin, 1868)[2]

## Előfordulása
Dél-Amerikában, Bolívia, Brazília, Kolumbia, Ecuador, Peru és Venezuela területén honos. Természetes élőhelyei a  szubtrópusi és trópusi síkvidéki esőerdők. Állandó, nem vonuló faj.

## Megjelenése
Testhossza 10 centiméter.

## Életmódja
Rovarokkal és kisebb gyümölcsökkel táplálkozik.

## Természetvédelmi helyzete
Az elterjedési területe rendkívül nagy, egyedszáma pedig stabil. A Természetvédelmi Világszövetség Vörös listáján nem fenyegetett fajként szerepel.